# 北上野
北上野（きたうえの）は、東京都台東区の町名。現行行政地名は北上野一丁目および北上野二丁目。住居表示実施済区域。

## 地理
台東区の地理的中央部に位置し、下谷地域に属する。町域東部は左衛門橋通りに接し、これを境に松が谷に接している。南部はかっぱ橋本通りに接し、これを境に東上野に接する。西部は昭和通りに接しこれを境に上野・下谷にそれぞれ接する。北部は、言問通りに接しこれを境に入谷に接する。また、町域中央の一丁目と二丁目を分ける形で南北方向に清洲橋通りが縦貫する。町域内は主に商業地と高層建造物を含む住宅地とが混在している。警視庁の管轄警察署は、下谷警察署であるが、3つの警察署の所轄が分かれる「清洲橋通り」の「東上野5丁目交差点」で交通事故が起こった場合、状態によっては下谷警察署管轄か上野警察署か蔵前警察署かで捜査が分かれる。東京消防庁の管轄消防署は上野消防署である。

### 地価
住宅地の地価は、2025年（令和7年）1月1日の公示地価によれば、北上野2-32-9の地点で144万円/m2となっている。

## 歴史
1911年（明治44年）まで、それぞれの町名の先頭に「下谷」の冠称が付けられていた。「山伏町は泥棒町、万年町は乞食町」と言われていた。

### 旧地名
現一丁目
| - 入谷町（一部） | - 新坂本町（一部） | - 万年町2丁目（一部） | - 山伏町（一部） |

現二丁目
| - 入谷町（一部） | - 新坂本町（一部） | - 山伏町（一部） |

## 世帯数と人口
2025年（令和7年）3月1日現在（台東区発表）の世帯数と人口は以下の通りである。
| 丁目         | 世帯数    | 人口    |
| ------------ | --------- | ------- |
| 北上野一丁目 | 757世帯   | 1,131人 |
| 北上野二丁目 | 2,268世帯 | 3,419人 |
| 計           | 3,025世帯 | 4,550人 |

### 人口の変遷
国勢調査による人口の推移。
| 年                 | 人口  |
| ------------------ | ----- |
| 1995年（平成7年）  | 2,270 |
| 2000年（平成12年） | 2,869 |
| 2005年（平成17年） | 3,251 |
| 2010年（平成22年） | 3,708 |
| 2015年（平成27年） | 4,139 |
| 2020年（令和2年）  | 4,522 |

### 世帯数の変遷
国勢調査による世帯数の推移。
| 年                 | 世帯数 |
| ------------------ | ------ |
| 1995年（平成7年）  | 1,063  |
| 2000年（平成12年） | 1,426  |
| 2005年（平成17年） | 1,757  |
| 2010年（平成22年） | 2,110  |
| 2015年（平成27年） | 2,460  |
| 2020年（令和2年）  | 2,809  |

## 学区
区立小・中学校に通う場合、学区は以下の通りとなる。
| 丁目         | 番地              | 小学校             | 中学校             |
| ------------ | ----------------- | ------------------ | ------------------ |
| 北上野一丁目 | 全域              | 台東区立大正小学校 | 台東区立忍岡中学校 |
| 北上野二丁目 | 13〜14番 16～32番 | 台東区立大正小学校 | 台東区立忍岡中学校 |
| 北上野二丁目 | 15番              | 台東区立大正小学校 | 台東区立駒形中学校 |
| 北上野二丁目 | 1〜12番           | 台東区立上野小学校 | 台東区立駒形中学校 |

## 交通

### 鉄道
町域内の地下を地下鉄日比谷線が通るが駅はない。利用できる駅としては北部方向すぐの入谷・昭和通り下に地下鉄日比谷線・入谷駅、西部方向の根岸にはJR山手線・京浜東北線鶯谷駅、南西部の上野には上野駅、南東部の東上野には地下鉄銀座線・稲荷町駅などが設置されており利用できる。

### 道路
- 首都高速1号上野線 - 入谷出入口
- 国道4号（昭和通り）
- 東京都道319号環状三号線（言問通り）
- 清洲橋通り
- 左衛門橋通り

## 事業所
2021年（令和3年）現在の経済センサス調査による事業所数と従業員数は以下の通りである。
| 丁目         | 事業所数  | 従業員数 |
| ------------ | --------- | -------- |
| 北上野一丁目 | 117事業所 | 1,917人  |
| 北上野二丁目 | 220事業所 | 2,235人  |
| 計           | 337事業所 | 4,152人  |

### 事業者数の変遷
経済センサスによる事業所数の推移。
| 年                 | 事業者数 |
| ------------------ | -------- |
| 2016年（平成28年） | 309      |
| 2021年（令和3年）  | 337      |

### 従業員数の変遷
経済センサスによる従業員数の推移。
| 年                 | 従業員数 |
| ------------------ | -------- |
| 2016年（平成28年） | 4,239    |
| 2021年（令和3年）  | 4,152    |

### 主な企業・法人
- シナジアパワー
- 日本チェス連盟

## 施設
- 東京都立上野忍岡高等学校（閉校）
- 台東区立駒形中学校
- 燈明寺 - 天台宗の寺院、赤城山圓應院。
- 入谷南公園 - 入谷南ポケットパーク。

## その他

### 日本郵便
- 郵便番号 : 110-0014[3]（集配局 : 上野郵便局[16]）。